# Тарасов, Андрей Андреевич
Андрей Андреевич Тарасов (род. 22 июля 1970, Донецк) — украинский морской офицер, вице-адмирал (2018), начальник штаба — первый заместитель командующего Военно-Морскими силами Украины (2018).

## Биография
В 1993 году окончил Высшее военно-морское училище им. М. В. Фрунзе в Санкт-Петербурге. Начал службу в ВМС Украины. С 1993 по 2000 год проходил службу на фрегате «Гетман Сагайдачный» в должностях от командира минно-торпедной команды до старшего помощника командира корабля.
В 2001—2002 годах командовал фрегатом «Севастополь» (бывший сторожевой корабль проекта 1135М «Разительный»), а в 2002—2003 годах — большим разведывательным кораблём «Славутич». В 2003—2005 годах — начальник штаба — первый заместитель командира 1-й бригады надводных кораблей ВМС Украины, с 2005 по 2007 год — командир этой бригады.
В 2004 году получил оперативно-тактический уровень образования.
С 2007 по 2012 год в управлении боевой подготовки Командование Военно-Морских Сил Вооружённых Сил Украины занимал должности начальника отдела и заместителя начальника управления. В 2012—2013 годах возглавлял центр морских операций Военно-Морских Сил Вооружённых Сил Украины, в 2013—2014 годах руководил национальным контингентом в составе экипажа фрегата «Гетман Сагайдачный» и вертолётного отряда с досмотровой партией который в Аденском заливе принимал участие в противопиратских операциях «Океанский щит» и «Аталанта».
Вернулся с фрегатом «Гетман Сагайдачный» в Одессу в марте 2014 года в ходе аннексии Крыма. В марте посетил Крым, расположение 36-й отдельной бригады береговой обороны в Перевальном, Севастопольськую военно-морскую базу ВМС Украины в Стрелецкой бухте. Не смог предотвратить массовые переходы украинских военнослужащих на сторону РФ, организовывал выход на территорию Украины оставшейся части личного состава. Крайне негативно оценивал роль и действия командующего Д. Березовского, который перешёл на сторону России.
В 2014 году временно исполнял обязанности начальника штаба Военно-Морских Сил Вооружённых Сил Украины. С 2015 по 2016 год — начальник штаба — первый заместитель командующего Военно-Морскими Силами Вооружённых Сил Украины.
В 2015 году — получил оперативно-стратегический уровень образования.
С июля 2016 года — первый заместитель командующего Военно-Морскими Силами Вооружённых Сил Украины. С 1 июля 2018 года — Начальник штаба Военно-Морских сил Украины. В октябре 2018 года было присвоено звание вице-адмирал.

## Награды
- 3 декабря 2021 года, «за личные заслуги в укреплении обороноспособности Украинского государства, мужество и самоотверженные действия, проявленные в защите государственного суверенитета и территориальной целостности Украины, образцовое исполнение воинской обязанности», был награждён — орденом Богдана Хмельницкого ІІІ степени[5].

## Семья
- Женат. Имеет две дочери: от первого и от второго брака[2].